# Lauvøyfjorden (Trøndelag)
 For alternative betydninger, se Lauvøyfjorden. (Se også artikler, som begynder med Lauvøyfjorden)
Lauvøyfjorden er en fjord i Bjugn og Åfjord kommuner i Trøndelag fylke i Norge. Fjorden har indløb mellem Lysøya mod syd og Lyngøyskjera mod nord og strækker sig seks kilometer mod øst til indløbet til Åfjorden.
Lauvøya, som fjorden er opkaldt efter, ligger på nordsiden af fjorden og har vejforbindelse via en 850 meter lang dæmning til Førsholman og videre til fastlandet. Landsbyen Lysøysund ligger på sydsiden af fjorden. 
63°54′29.138″N 9°53′23.118″Ø / 63.90809389°N 9.88975500°Ø